# Michael Hübner (Radsportler)

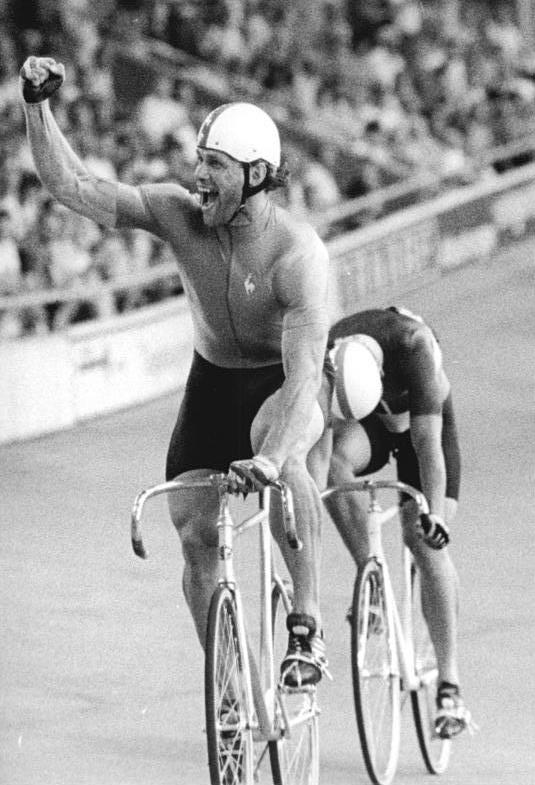
Hübner nach seinem Sieg im Sprint bei den DDR-Meisterschaften 1989 in Cottbus

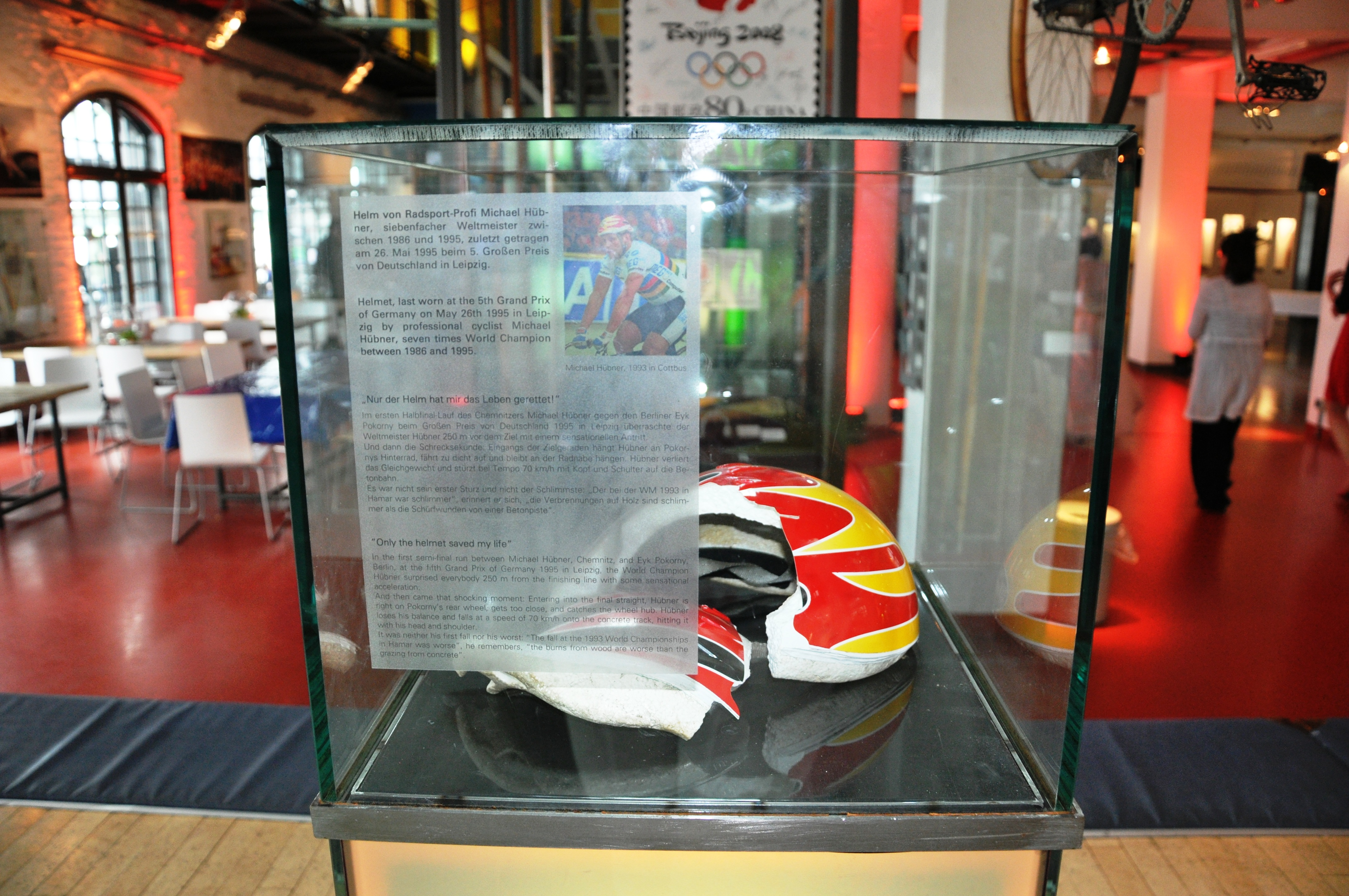
Helm von Michael Hübner im Deutschen Sport & Olympiamuseum – zerbrochen bei einem Sturz 1995 in Leipzig

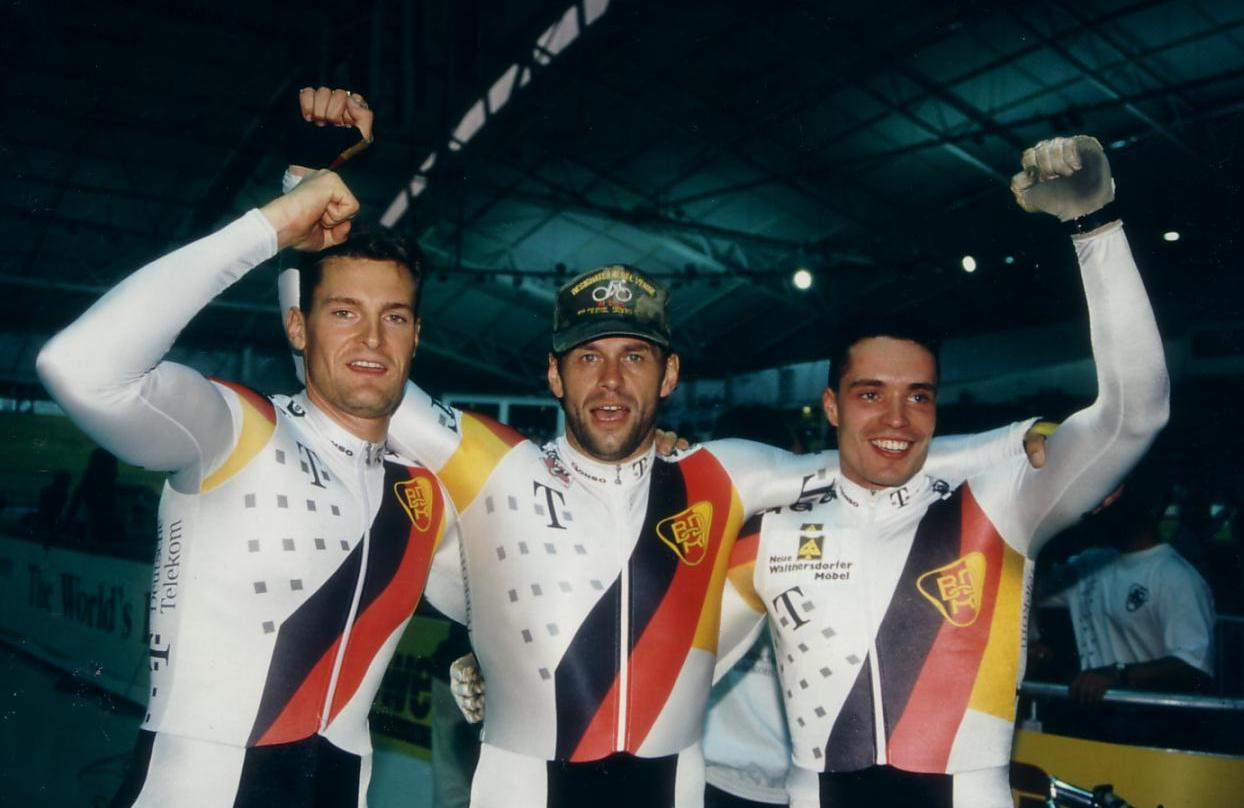
Deutscher Meister im Teamsprint 1996 (v. l. n. r.): Sören Lausberg, Michael Hübner und Jens Fiedler

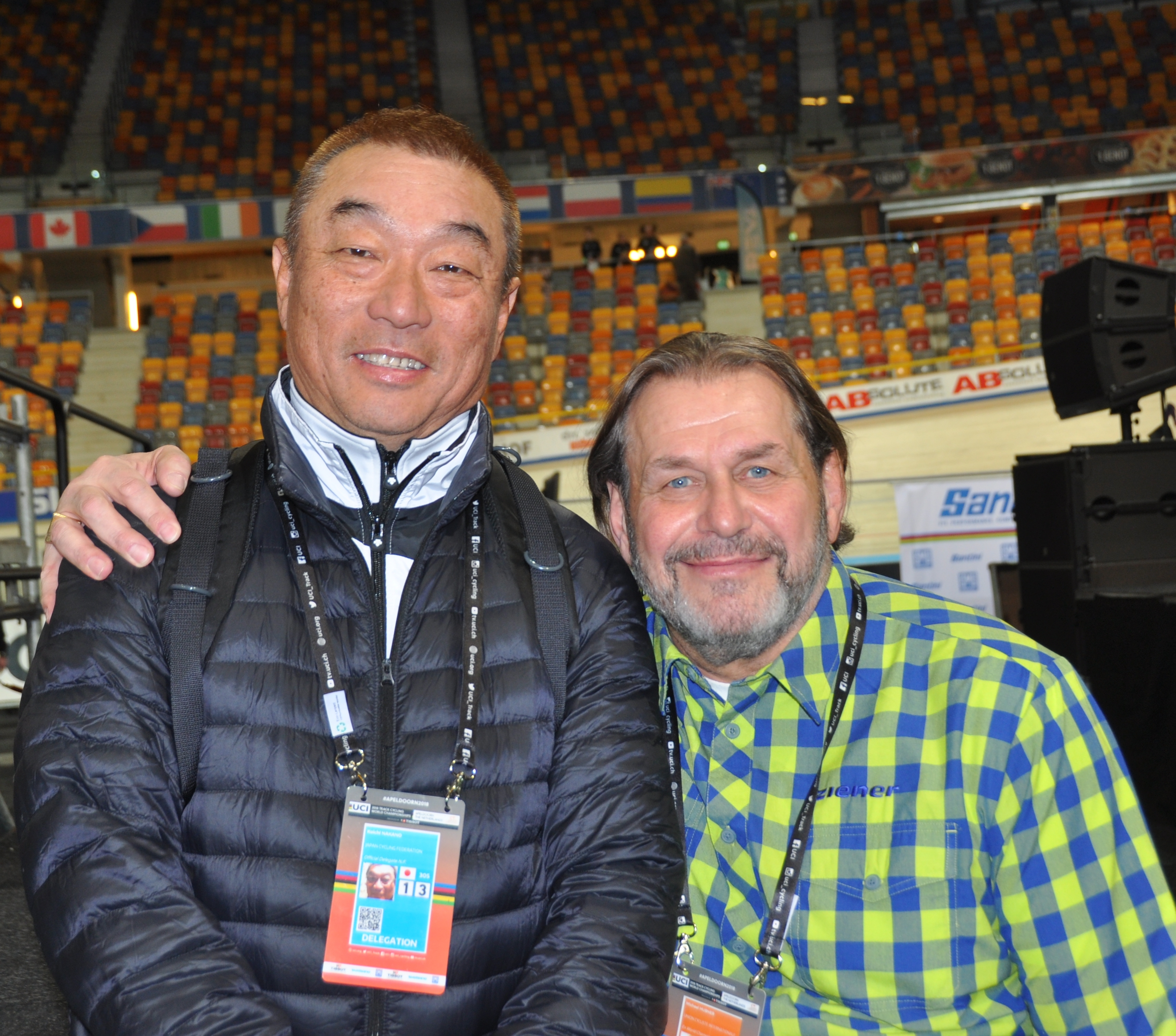
Hübner mit dem japanischen Sprint-Weltmeister Kōichi Nakano (2018)

Michael Peter Hübner (* 8. April 1959 in Karl-Marx-Stadt, seit 1990 wieder Chemnitz; † 12. November 2024 ebenda) war ein deutscher Radrennfahrer. Mit sieben Weltmeistertiteln auf der Bahn war er einer der erfolgreichsten deutschen Radsportler. Mit seinem WM-Sieg bei den Bahnradsport-Weltmeisterschaften 1990 in Maebashi wurde er der einzige Profi-Weltmeister der DDR.

## Leben und Karriere

### Karriere
Michael Hübner gehörte bis Anfang der 1990er-Jahre dem Sportclub SC Karl-Marx-Stadt an und wurde lange Zeit von Siegfried Möckel (* 12. Juni 1950) trainiert. Dieser betreute ihn auch als Verbandstrainer der DDR weiter und führte ihn schließlich 1986 zu seinem ersten Weltmeistertitel im Sprint. Zum Sportclub kam er 1974 und gewann die Jugendmeisterschaften im Sprint und im 1000-Meter-Zeitfahren 1977.
Eine Teilnahme an den Olympischen Spielen hingegen blieb Hübner während der gesamten Sportler-Laufbahn versagt, da er mit dem zweifachen Olympiasieger und vierfachen Weltmeister Lutz Heßlich einen schier übermächtigen Gegner im eigenen Land hatte. Dabei unterlag Hübner dem Cottbuser sowohl 1984 als auch 1988 bei den DDR-Meisterschaften, welche für die Vergabe des einzigen Startplatzes bei den anschließenden Olympischen Spielen ausschlaggebend waren. Zu den Olympischen Sommerspielen in Moskau reiste er zwar mit, war dort aber Ersatzmann für Lutz Heßlich. 1986 wurde er mit dem Vaterländischen Verdienstorden in Gold ausgezeichnet.
Nach der Wiedervereinigung wurde Hübner Profi und gewann auf Anhieb als solcher die Weltmeisterschaften im Sprint. Zudem holte er im gleichen Jahr den ersten von drei aufeinanderfolgenden Weltmeistertiteln im Keirin. 1995 wurde er zudem Weltmeister im Teamsprint.
Zu den vielen Erfolgen von Hübner, der in Radsportkreisen „der Dicke“ genannt wurde, zählen auch die vier Siege beim inzwischen nicht mehr ausgetragenen Klassiker Grand Prix de Paris, bei dem – entgegen der bis Anfang der 1990er-Jahre praktizierten Trennung von Amateuren und Profis – das Starterfeld seit 1975 aus Fahrern beider Lager bestand. Hübner gewann jeweils zweimal als Amateur sowie als Profi und ist damit zweitbester deutscher Radrennfahrer. Lutz Heßlich gewann diesen Wettbewerb sechsmal. Hübner gewann darüber hinaus eine Vielzahl internationaler Grand-Prix-Wettbewerbe für Sprinter. So u. a. die Grand Prix Kopenhagen (dreimal), Hannover (dreimal), Deutschland (zweimal) oder die Champion of Champions Trophy auf der Londoner Radrennbahn von Herne Hill (zweimal). 1982 gewann er den Großen Preis von Berlin. 1985 siegte er in der letzten Austragung des traditionsreichen Großen Fliegerpreises von Forst. 1986 gewann er den Grand Prix de Reims, einen der ältesten Wettkämpfe für Bahnsprinter in Frankreich. Weitere internationale Sprinterturniere gewann er in Italien, Ungarn, Österreich, Frankreich, Tschechien (Grand Prix Framar 1984), Deutschland, Polen und Dänemark.
1997 beendete Michael Hübner seine sportliche Karriere. Von 2009 bis 2022 fungierte er als Sportlicher Leiter des Team Theed.Projekt Cycling, bis 2019 Team Erdgas.2012. Hübner betrieb gemeinsam mit seiner Frau eine Immobilienfirma, zwei Sportartikelgeschäfte und war an einem Restaurant in Chemnitz beteiligt.

### Familie
Michael Hübner hatte zwei Söhne. Sein Sohn Sascha konnte Erfolge als Bahnsprinter verzeichnen. Hübners Schwester Andrea war zweifache Weltmeisterin im Schwimmen.
Michael Hübner starb am 12. November 2024 im Alter von 65 Jahren nach schwerer Krankheit im Klinikum Chemnitz.

## Erfolge
1981
- DDR-Meister – Sprint

1982
- Grand Prix de Paris (Amateure)

1983
- Amateur-Weltmeisterschaft – Sprint

1985
- Amateur-Weltmeisterschaft – Sprint
- DBC’s Grand Prix Open, Kopenhagen

1986
- Amateur-Weltmeister – Sprint
- Goodwill Games 1986 – Sprint

1987
- Amateur-Weltmeisterschaft – Sprint

1989
- Amateur-Weltmeisterschaft – Sprint
- Grand Prix de Paris (Amateure)
- DDR-Meister – Sprint

1990
- Weltmeister – Sprint, Keirin
- Grand Prix de Paris
- DBC’s Grand Prix Open, Kopenhagen

1991
- Weltmeister – Keirin

1992
- Weltmeister – Sprint, Keirin

1993
- Weltmeisterschaft – Sprint
- Grand Prix de Paris

1994
- Weltmeisterschaft – Keirin
- Weltmeisterschaft – Sprint

1995
- Weltmeister – Teamsprint (mit Jens Fiedler und Jan van Eijden)
- Weltmeisterschaft – Keirin
- DBC’s Grand Prix Open, Kopenhagen

1996
- Weltmeisterschaft – Teamsprint (mit Sören Lausberg und Jens Fiedler)
- Deutscher Meister – Teamsprint (mit Jens Fiedler und Jan van Eijden)